# Gerhardus van Kregten
Gerhardus van Kregten (Winschoten, 11 november 1835 - Groningen, 16 oktober 1913) was een Nederlandse burgemeester.

## Leven en werk
Van Kregten werd geboren als zoon van Jan Aikes van Kregten en Maria Koops. Hij trouwde in 1861 met Titia Klein (1841-1916). Van Kregten was winkelier en van 1879-1885 wethouder in Winschoten. In 1885 werd hij burgemeester van Winschoten. Hij werd in 1889, op eigen verzoek, eervol ontslagen. Bij Koninklijk Besluit van 15 oktober 1893 werd hij opnieuw benoemd tot burgemeester, nu in Sappemeer, als opvolger van de plotseling overleden Tammo Sijtse Bakker. Hij bleef aan als burgemeester tot 1911 en bleef nadien in Sappemeer wonen.